# Demonios en el jardín
Demonios en el jardín és una pel·lícula espanyola de 1982 escrita i dirigida per Manuel Gutiérrez Aragón i protagonitzada per Ángela Molina, Ana Belén, Imanol Arias i Encarna Paso. Va obtenir, entre altres premis, l'equivalent a la Conquilla d'Or a la millor pel·lícula al Festival de Cinema de Sant Sebastià.

## Argument
Donya Gloria, propietària d'una benestant botiga de comestibles, celebra les noces del seu fill major Óscar, amb Ana. El seu fill menor, Juan, manté relacions amb Ángela. Malgrat estar en els anys de la postguerra, Gloria celebra un banquet amb magnificència, però la celebració acaba malament per la violenta baralla entre tots dos germans. Anys més tard, Juanito, fill de Juan, que s'ha instal·lat a Madrid, torna malalt al jardí de la seva àvia, allí coneixerà els detalls d'un peculiar ambient familiar.

## Repartiment
- Ángela Molina – Ángela
- Ana Belén – Ana
- Encarna Paso – Gloria
- Imanol Arias – Juan
- Eusebio Lázaro – Óscar
- Alvaro Sánchez Prieto – Juanito

## Palmarès cinematogràfic
Festival Internacional de Cinema de Sant Sebastià
| Any  | Categoria                             | Resultat   |
| ---- | ------------------------------------- | ---------- |
| 1982 | Conquilla d'Or a la millor pel·lícula | Guanyadora |

Fotogramas de Plata 1982
| Categoria                   | Persona                     | Resultat   |
| --------------------------- | --------------------------- | ---------- |
| Millor pel·lícula espanyola | Millor pel·lícula espanyola | Guanyadora |
| Millor actor de cinema      | Imanol Arias                | Candidat   |
| Millor actriu de cinema     | Ana Belén Ángela Molina     | Candidat   |

Medalles del Cercle d'Escriptors Cinematogràfics
| Categoria     | Persona      | Resultat   |
| ------------- | ------------ | ---------- |
| Millor actriu | Encarna Paso | Guanyadora |

Premis ACE (Nova York)
| Categoria                  | Persona                 | Resultat   |
| -------------------------- | ----------------------- | ---------- |
| Millor pel·lícula          | Millor pel·lícula       | Guanyadora |
| Millor director            | Manuel Gutiérrez Aragón | Guanyador  |
| Millor actriu protagonista | Ángela Molina           | Guanyadora |
| Millor actriu secundària   | Ana Belén               | Guanyadora |
| Millor actor secundari     | Imanol Arias            | Guanyador  |

Altres
- David di Donatello: Premi René Clair a Manuel Gutiérrez Aragón.
- Festival de Cannes: Premi France 3 a la millor pel·lícula en la Quinzena de Realitzadors.
- 13è Festival Internacional de Cinema de Moscou: Premi FIPRESCI de la Crítica a la millor pel·lícula.[4]
- Premis Sant Jordi: Millor pel·lícula espanyola.[5]

## Comentaris del director
Es tractava de comptar la meva infància, que va ser la de molts espanyols d'una època. Un nen sempre és un testimoni de tot el que succeeix al seu al voltant, i el protagonista de Demonios en el jardín passa de ser testimoni a ser un notari de tot el que l'envolta. També volia ajuntar en cinema Ángela Molina i Ana Belén, les actrius joves més destacades del moment; tots dos personatges es van concebre per a elles.